# 一献
一献（いっこん）とは、酒宴における最初の勧盃のこと。通常は杯を3回重ねるまでを一献という。
大臣大饗の際には主催者である大臣が自ら勧めて回るなど、酒宴に伴う儀式ではもっとも重要なものであった。このため、中世には一献をもって酒宴そのものを指す事例も生じた。　
テレビ西日本のバラエティ番組「ゴリパラ見聞録」でも使用されている。
| スタブアイコン | サブスタブ | この項目は、まだ閲覧者の調べものの参照としては役立たない、酒に関連した書きかけの項目です。この項目を加筆・訂正などしてくださる協力者を求めています（P:食/PJ:酒）。 |